# مسجد السلام (تشيلي)
مسجد السلام (بالأسبانية Mezquita As-Salam)، هو مسجد سني يقع في العاصمة الشيلانية سانتياغو. وتم الانتهاء من بناء المسجد في عام 1989. وهو أول مسجد يُبنى في تشيلي